# ハッリ・キルヴェスニエミ
ハッリ・キルヴェスニエミ（Harri Tapani Kirvesniemi、1958年5月10日 - ）はフィンランド、東スオミ州ミッケリ出身の元クロスカントリースキー選手。1980年代から2001年までの長期間国際試合で活躍、オリンピックで通算6個銅メダルを獲得している。妻は同じくクロスカントリースキーのオリンピックメダリストであるマルヤ＝リーサ・キルヴェスニエミ。

## プロフィール
1980年レークプラシッドオリンピックで15km8位、30km18位、リレーでは銅メダルを獲得した。
1982年ノルディックスキー世界選手権15kmとリレーで銅メダルを獲得、50kmは9位だった。
3月19日、ストルブスケ・プレソの15kmでクロスカントリースキー・ワールドカップ初勝利をあげた。
1984年のサラエボオリンピックでも15kmクラシカルとリレーで銅メダルを獲得、50kmではメダルに一歩及ばない4位となった。オリンピック後この大会で3つの金メダルを獲得したマルヤ＝リーサ・ハマライネンと結婚した。
1985年ノルディックスキー世界選手権では30kmで銅メダル、リレー4位、15kmは6位、50kmは7位。1987年ノルディックスキー世界選手権では30kmの4位が最高でメダルは無かった。
1988年カルガリーオリンピックに自身三度目のオリンピック出場を果たすも15kmとリレーの8位が最高位だった。
自国開催となった1989年ノルディックスキー世界選手権では15kmで金メダルを獲得、妻のマルヤ＝リーサとアベック優勝を達成した。リレーでは銀メダルを獲得、30kmでは4位となった。
1995年ノルディックスキー世界選手権、1997年ノルディックスキー世界選手権のリレーで銀メダル、
1991年ノルディックスキー世界選手権、1992年アルベールビルオリンピック、1994年リレハンメルオリンピック、1998年長野オリンピックいずれもリレーで銅メダルを獲得。
自国開催の2001年ノルディックスキー世界選手権に40歳で出場したが、ドーピング検査で禁止薬物であるヒドロキシエチル澱粉（HES）の陽性反応を示した。
リレーでは最初にゴールテープを切ったがそのメダルは剥奪、カリ＝ペッカ・カイロ男子チーム監督は記者会見で組織的なドーピングを認め、チームドクター2人と女子チームの監督も関与しており、地元開催の大会で最高の成績を得るため誤った方法をとってしまったと述べた。キルヴェスニエミも使用を認めた。
結局4人の男子選手（ヤンネ・イモネン、ヤリ・イソメッサ、ハッリ・キルヴェスニエミ、ミカ・ミュルレ）および2人の女子選手（ミラ・ヤウホ、ビルピ・クイトゥネン）が2年間の出場停止処分を受け、キルヴェスニエミはそのまま引退した。
1998年にはホルメンコーレン・メダルを受章、1989年に受章した妻と合わせ夫婦で受章の栄誉に浴した。
現在、キルヴェスニエミはフィンランドのスポーツ用品ブランドKarhu Skiの取締役工場長の職にある。